# Schacht-Audorf
Schacht-Audorf ist eine Gemeinde im Kreis Rendsburg-Eckernförde in Schleswig-Holstein.

## Geografie und Verkehr
Schacht-Audorf liegt am Südufer des Nord-Ostsee-Kanals und grenzt direkt an Rendsburg. Zum Gemeindegebiet von Schacht-Audorf gehört auch der westliche Teil der zwischen Borgstedter Enge und Nord-Ostsee-Kanal liegenden Rader Insel. Die Rader Insel ist vom Festland aus nur über die Gemeinde Borgstedt erreichbar. Südlich des Ortes befindet sich der Schülldorfer See.

## Geschichte
Archäologische Funde belegen eine steinzeitliche Besiedlung des Gemeindegebiets.
Der Ortsteil Schacht wurde 1330 erstmals als Schachte urkundlich erwähnt, Audorf zehn Jahre später als Ovdorpe. Bis zum Bau des Nord-Ostsee-Kanals waren die Orte landwirtschaftlich geprägt.
Nach Ansiedlung der Eisenhütte Holstein direkt am Kanal im Jahr 1900 wurde der Ort schnell größer, da viele der Arbeiter hier in Schacht-Audorf wohnten. Später siedelten sich weitere Industriebetriebe aus den Bereichen der Stein- und Holzverarbeitung in der Gemeinde an, sowie die einzige Fabrik in Deutschland, die Gongs produzierte (Paiste). Seit dem Zweiten Weltkrieg ist die Krögerwerft, die ursprünglich in Warnemünde beheimatet war und seit Mitte der 1980er Jahre zur Bremer Lürssen-Gruppe gehört, in Schacht-Audorf angesiedelt. Da sie die Gemeinde sehr prägte, ist im Gemeindewappen ein Schiffsrohbau auf einer Helling abgebildet.
Am 1. Januar 2007 hat sich die bis dahin amtsfreie Gemeinde mit den Gemeinden des ehemaligen Amtes Osterrönfeld zum Amt Eiderkanal zusammengeschlossen.

## Politik

### Gemeindevertretung
- SPD: 7
- ASW: 3
- CDU: 7

Nach den vergangenen Wahlen ergaben sich jeweils folgende Sitzverteilungen:
- Kommunalwahl 2018: Von den 17 Sitzen in der Gemeindevertretung hatte die SPD acht Sitze, die CDU sechs und die Wählergemeinschaft (ASW) drei.
- Kommunalwahl 2023: Von den 17 Sitzen in der Gemeindevertretung hat die SPD sieben Sitze, die CDU sieben und die Wählergemeinschaft (ASW) drei.[3]

### Wappen
Blasonierung: „In Silber unter einem erhöhten blauen Sparren auf blauem Schildfuß mit vier 2 : 2 gestellten, flachen Zinnen der blaue Rumpf eines (modernen) Seeschiffes (ohne Aufbauten) in Frontalansicht.“

## Wirtschaft
Die Lürssen-Werft ist größter Arbeitgeber in der Gemeinde. Der Schlagzeughersteller Paiste hat in Schacht-Audorf seinen Zweigsitz.

## Persönlichkeiten
- Brunhild Wendel (1923–2009), Bürgermeisterin Schacht-Audorfs von 1966 bis 1993, ab 2008 Ehrenbürgerin der Gemeinde, Mitglied des Schleswig-Holsteinischen Landtags
- Beate Nielsen (* 1966), Bürgermeisterin Schacht-Audorfs von 2018 bis 2023, Mitglied des Schleswig-Holsteinischen Landtags